# Joan Oller i Matas
Joan Oller i Matas fill de Canet de Mar, va obtenir el 1788 la plaça de contralt de la capella de música de l'església parroquial de Sant Pere i Sant Pau d'aquesta vila; catorze anys abans, el 1774, s'havia presentat a les oposicions per a la plaça d'organista de la parroquial canetenca, la qual fou concedida a Josep Casalins, tot i haver quedat avaluat en primer lloc, a causa de ser considerat inhàbil de cant pla.